# Giovanni Berchet
Giovanni Berchet (Milano, 1783 - Torino, 1851) foi um poeta italiano.